# Уді (річка)
Уді́ (Удлушур; рос. Уди) — річка в Росії, права притока Юса. Протікає територією Кезького району Удмуртії.
Річка починається з невеликого болота за 2 км на південний захід від колишнього присілка Польян під назвою Удлушур. Протікає на схід з невеликим відхиленням на північний схід. Береги заліснені, у середній течії заболочені. Впадає до Юса за 5 км на північ від селища Кез. Приймає декілька дрібних приток. В середній течії створено великий став, по греблі якого прокладена дорога Кез-Стара Гия. Після ставу річка має назву Уді.